# Pilzno 4
Pilzno 4 (czeski: Plzeň 4) – dzielnica miejska w północno-wschodniej części miasta statutowego Pilzna. Składa się z pięciu historycznych i zabytkowych gmin: Doubravka, Lobzy, Újezd, Červený Hrádek i Bukovec. Siedzibą powiatu komunalnego znajduje się w jego najważniejszej części - w Doubravce.